# دستور جنگ
دستور جنگ (به انگلیسی: Order of War) یک بازی رایانه‌ای در سبک استراتژیک است که توسط شرکت Wargaming.net ساخته و در ۲۲ سپتامبر ۲۰۰۹ توسط شرکت اسکور انیکس منتشر شد. این بازی برای ویندوز طراحی شده است.
داستان‌های این بازی، پیرامون جنگ جهانی دوم در سال ۱۹۴۴ می‌باشد. روند داستانی از طریق دو کشور آلمان نازی که وظیفه شما حفظ خطوط دفاعی لهستان در جبهه شرقی مقابل روسها و محافظت از خط زیگفرید در جبهه غرب مقابل آمریکایی ها.....
داستان بخش ایالات متحده آمریکا روایت آزادسازی فرانسه اشغالی را روایت میکند. وظیفه شما رهبری تفنگداران آمریکایی برای رسیدن به پیروزی در اولین جبهه های اروپایی است....